# Musée maritime de Crète
Le musée maritime de Crète (ou musée maritime de La Canée) se trouve dans le port crétois de La Canée en Grèce. 

Il se situe dans la forteresse Firkas. Il a ouvert en 1973.

## Le musée
Le bâtiment de deux étages propose 13 salles d'expositions présentant l'histoire maritime de la Crète, de sa période antique jusqu'à la dernière guerre mondiale.
- Le rez-de-chaussée : présentation de plusieurs modèles de bateaux anciens, ainsi qu'une maquette de la ville fortifiée et le port sous la domination vénitienne.

Une autre maquette présente un chantier de construction naval et les bâtiments de réparation, et la reconstruction d'un modèle ancien de navire à avirons, le Minoa. Plusieurs de ces bâtiments existent encore dans le port. 
- Le premier étage propose des maquettes de navires de la marine moderne : destroyers, un bateau  lance-missiles, une barge de débarquement  avec des camions et des VPB à son bord, des navires marchands et à passagers.

Une salle contient le pont complet d'un destroyer ; une autre 
présente deux unités de propulsion de torpilles et de nombreux instruments de marine. 

D'autres salles sont consacrées à l'invasion allemande de la Crète durant la bataille de Grèce.